# Чарти GfK Entertainment
Чарти GfK Entertainment — головна група чартів Німеччини. Чарти публікуються компанією GfK Entertainment. Міжнародна федерація фонографічної індустрії, яка контролює правильність позицій, щотижня видає для публікації список позицій для основних чартів країни (Top-100 single/album, Compilation, Jazz Top-30, Classic Top-20, Schlager Longplay Top-20, Music-DVD Top-20 і the official-Dance (ODC) Top-50 charts).
В Німеччині чарти презентують багато компаній по телебаченню або онлайн. Перша телестанція, яка почала показувати по телебаченню позиції на чартах, була «VIVA», заснована в 1993. Першими, хто почав публікувати інформацію про чарти в Інтернеті, стали «MusicLoad» і «MIX 1».

## Категорії
- Top100 Singles
- Top100 Albums
- Top-50 ODC (Official Dance Charts)
- Classic Top-20 Charts
- Jazz Top-30 Charts
- Compilation Charts
- Schlager TOP-20 Longplay-Charts
- Music DVD Top-20 Charts
- TOP-5 New Entries per SMS